# Leometik
Der Leometik ist ein osttimoresischer Fluss im Verwaltungsamt Balibo, Gemeinde Bobonaro. Wie die meisten kleineren Flüsse im Norden Timors fällt auch der Leometik außerhalb der Regenzeit trocken.

## Verlauf
Drei Quellflüsse des Morak (Mota Morak) entspringen im Norden des Sucos Cowa, fließen nach Norden ab und vereinigen sich im Osten von Batugade. Der Kolosuma beginnt im Grenzgebiet zwischen den Sucos Cowa, Batugade, Sanirin und Balibo Vila. Bei der Siedlung Motamorak verbinden sich die Flüsse zum Leometik, der weiter der Grenze nach Westen folgt, bis er nach Batugade hineinfließt, um der Grenze zwischen den Aldeias Batugade und Nu Badac folgt. Schließlich mündet der Leometik beim Ort Batugade in die Sawusee.
Eine Brücke überquert den Morak kurz vor der Vereinigung der beiden Flüsse. Beim Ort Batugade führt eine weitere Brücke die nördliche Küstenstraße über den Leometik.